# Stockton (Kansas)
Pour les articles homonymes, voir Stockton.
La ville de Stockton est le siège du comté de Rooks, situé dans le Kansas, aux États-Unis.